# Chiquititas (telenovela, 2013)
Cet article concerne la telenovela brésilienne. Pour la telenovela argentine, voir Chiquititas.
Chiquititas est une telenovela brésilienne diffusé du 15 juillet 2013 au 14 août 2015 sur SBT.

## Diffusion internationale
- SBT
- Mais Novelas/Zap Novelas
- Mais Novelas/Zap Novelas

## Bande-originale
Liste des pistes
1. Remexe (Rechufas) - thème d'ouverture
2. Berlinda (A Berlin)
3. Mentirinhas (Mentiritas)
4. Tudo Tudo (Todo Todo)
5. Grava Essa Ideia (**)
6. Abraça o Mundo (*)
7. Igual aos Demais (Igual a los demás)
8. Sinais (Señales)
9. Sempre Juntos (*)
10. Até Dez (Hasta Diez)
11. Me Passam Coisas (Me pasan cosas)
12. Palco (**)
13. Coração com Buraquinhos (Corazón con agujeritos)
14. O Chefe Chico (El chef Saverio)
15. Crescer (Crecer)
16. Todo Mundo Chique (*)

Les chansons qui sont astérisque (*) n'ont jamais été vus dans les versions précédentes de Chiquititas, sont sans précédent dans cette version.

## Autres versions
- Chiquititas (Telefe, 1995-2006)
- Chiquititas (SBT, 1997-2001)
- Chiquititas (SIC, 2007-2008)

### Sources
- (pt) Cet article est partiellement ou en totalité issu de l’article de Wikipédia en portugais intitulé « Chiquititas (2013) » (voir la liste des auteurs).